# Prosper Vanden Kerchove
 (août 2024).
Pour les articles homonymes, voir Vanden et Kerchove.
Prosper Vanden Kerchove, né à Gand le 6 avril 1830 et mort à Bruxelles le 14 octobre 1907, est un homme politique belge.

## Fonctions et mandats
- Membre du Sénat belge : 1880-1884, 1892

## Sources
- Le parlement belge 1831 - 1894: données biographiques, Académie Royale de Belgique, Commission de la Biographie Nationale, 1996 (ISBN 978-2-8031-0140-5)
- Bart D'HONDT, Van Andriesschool tot Zondernaamstraat. Gids door 150 jaar liberaal leven te Gent, Gent, Liberaal Archief / Snoeck, 2014, p. 255-256